# South Eleuthera
South Eleuthera est l'un des 32 districts des Bahamas. Il est situé sur l'île d'Eleuthera et porte le numéro 29 sur la carte.
Au recensement de 2010, le plus grand village du district était Rock Sound, suivi de Tarpum Bay (en) ; la population du district était de 4 955 habitants, cependant ces chiffres incluent tous les villages du district de Central Eleuthera situés au sud de Governor's Harbour (en), la capitale de l'île : North Palmetto Point, South Palmetto Point et Savannah Sound (en),.